# Broekdijkmolen
De Broekdijkmolen in Warmond is een in 1862 gebouwde achtkantige houten poldermolen.
De molen verving een afgebrande achtkante molen uit 1840. In 1972 sloeg de molen tijdens een storm op hol en kon met moeite worden gestopt. De daaropvolgende nacht is de molen echter alsnog afgebrand, waarschijnlijk als gevolg van oververhitting.
De gemeente Haarlem bood een achtkante molen aan ter vervanging. Deze kon vanwege uitbreiding van een industrieterrein niet op zijn plaats in de Waarderpolder behouden worden. De molen werd in zijn geheel naar Warmond overgebracht en bleek op de gemetselde onderbouw te passen. In 1974 is de molen geplaatst; de restauratie duurde tot 1976. 
Tot 1979 was de Broekdijkmolen eigendom van de polder, daarna van waterschap de Oude Veenen en thans van de Rijnlandse Molenstichting, die ook de herbouw van 1976 begeleidde. De molen bemaalt nu op vrijwillige basis de polder Broek en Simontjes. De molen is een rijksmonument.

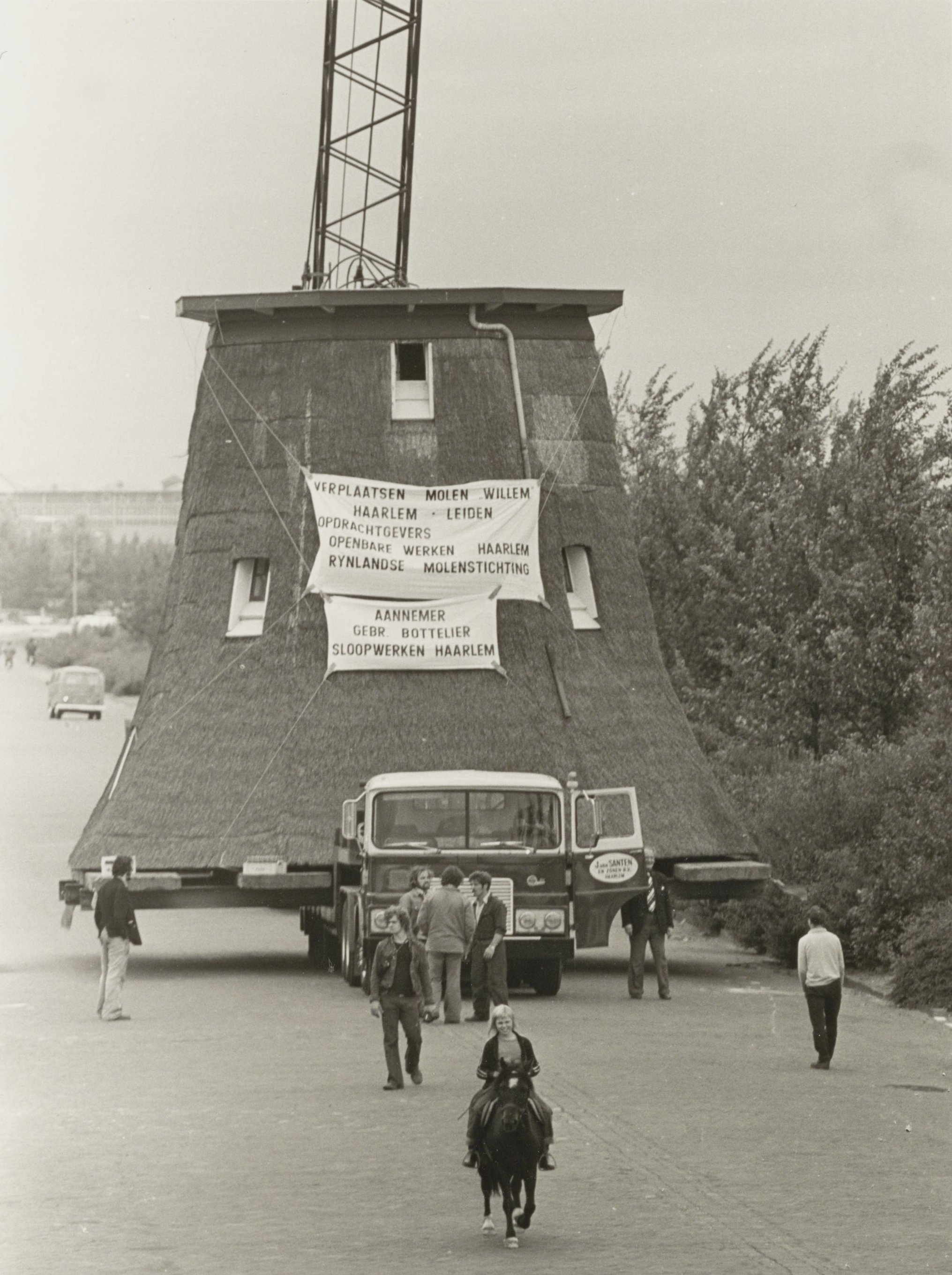
Molen De Jonge Willem tijdens het transport op de Waarderweg in Haarlem

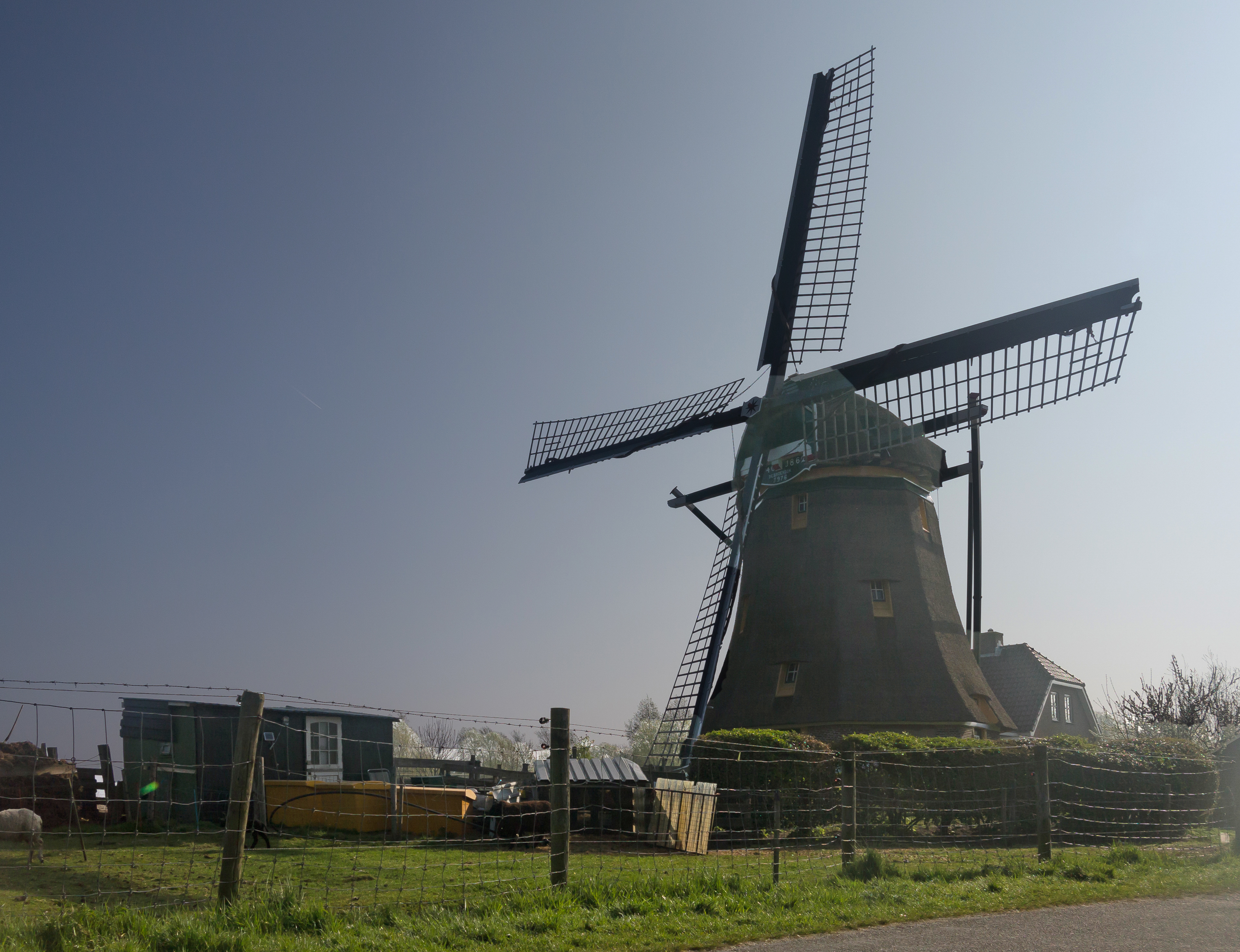
Warmond, de Broekdijkmolen